# Феликс Корнуолльский
Фелек или Феликс (V или VI век) — корнуолльский святой. День памяти — 20 ноября.

## Биография
Святой Феликс или Фелек жил на полуострове, что на юго-западе страны. По преданию, он обладал удивительным даром общаться со львами, кошками и иными кошачьими. Храм в Филлаке, что около Хейла, посвящён св. Фелеку, о чём сообщается в Ватиканском кодексе X века. Его также путали со свв. Фелицата и Фиалой.
Иногда святого отождествляют с Фелеком ап Мерхионом, королём Корнуолла, или лионезским, согласно Тристановой прозе (Prose Tristan) (ок. 1235) и поздним итальянским романсам о временах короля Артура. Иногда св. Феликса путают со св. Феликсом Бургундским. Подобно Лионезу, Данвич, центр епархии, также был затоплен.